# Aliszer Dżaliłow
Aliszer Dżaliłow, tadż. Алишер Ҷалилов (ur. 29 sierpnia 1993 w Duszanbe) – tadżycki piłkarz, grający na pozycji pomocnika w klubie Istiklol Duszanbe. Posiada też obywatelstwo rosyjskie.

## Kariera piłkarska

### Kariera klubowa
Wczesne lata piłkarskie spędził w akademii Lokomotiwu Moskwa. Po zakończeniu pobytu w niej, w 2009 został zawodnikiem Rubinu Kazań. Tam nie otrzymywał wiele szans na grę, co spowodowało, że w 2012 został wypożyczony do Nieftiechimika Niżniekamsk. Kolejne wypożyczenie miało miejsce w 2014, ponownie do Nieftiechimika Niżniekamsk. W 2017 przeszedł do drugoligowej Bałtiki Kaliningrad. W nowym sezonie rozegrał 27 meczów, w których zdobył cztery bramki. 1 lipca 2018 opuścił drużynę i przez pół roku pozostawał bez klubu. W styczniu 2019 związał się umową z Istiklolem Duszanbe.

### Kariera reprezentacyjna
Przez wiele lat występował w młodzieżowych reprezentacjach Rosji, lecz w seniorskiej reprezentacji wybrał Tadżykistan. W kadrze zadebiutował 5 września 2019 w wygranym 1:0 meczu azjatyckich kwalifikacji do Mistrzostw Świata 2022 przeciwko reprezentacji Kirgistanu. W 42 minucie spotkania strzelił swojego premierowego gola.

## Sukcesy piłkarskie

### Rubin Kazań
- zdobywca Pucharu Rosji (1): 2012

### Istiklol Duszanbe
- zdobywca mistrzostwa Tadżykistanu (1): 2019
- zdobywca Superpucharu Tadżykistanu (1): 2019